# Friedrich Kasimir Kettler

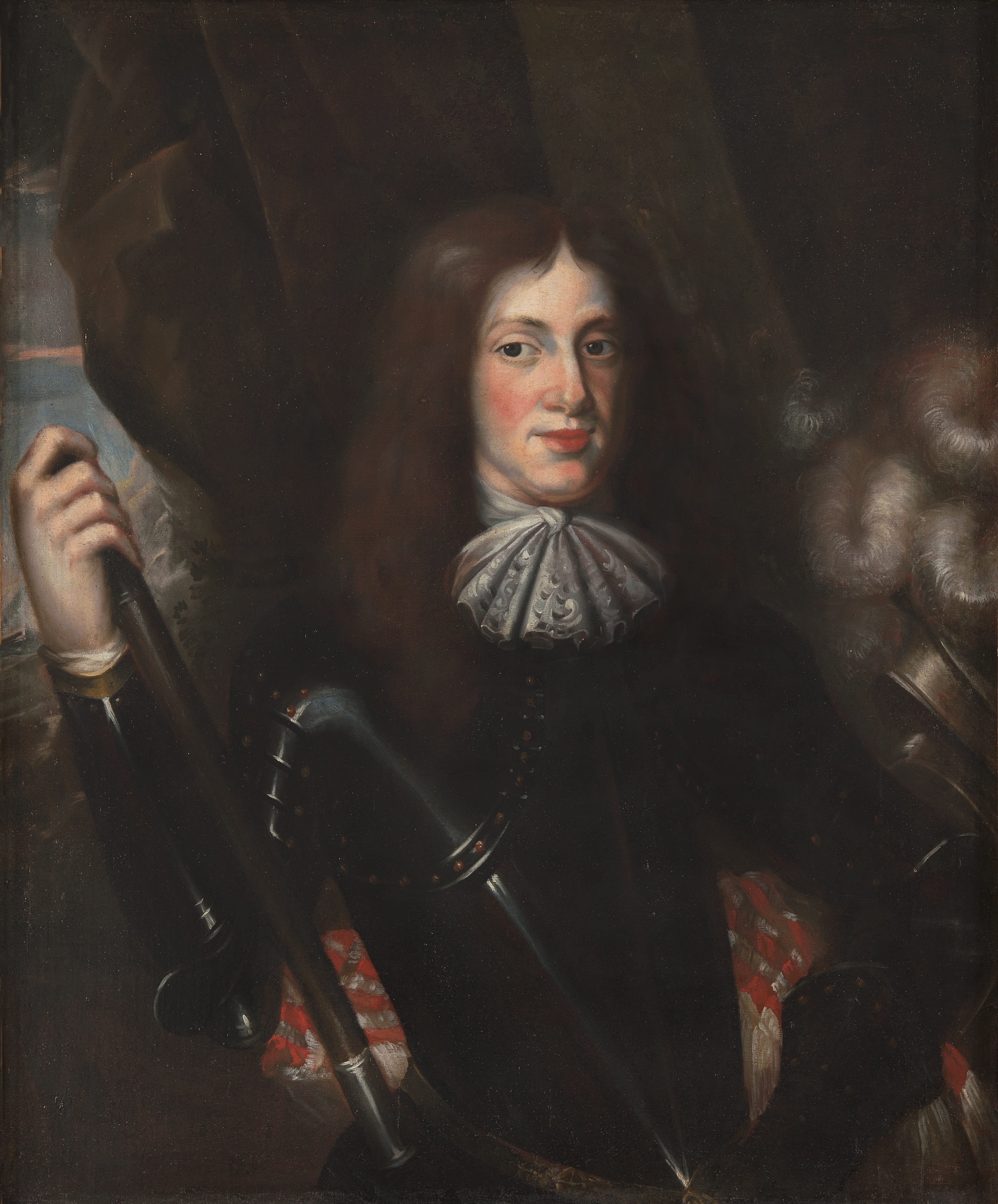
Friedrich Kasimir Kettler, zeitgenössisches Ölgemälde eines unbekannten schwedischen Malers, Stockholm

Friedrich (II.) Kasimir Kettler (* 6. Juli 1650 in Mitau; † 22. Januar 1698 ebenda) war von 1682 bis 1698 der vorletzte regierende Herzog von Kurland und Semgallen aus der Dynastie Kettler.

## Leben
Friedrich Kasimir Kettler war ein Sohn des Herzogs Jakob Kettler und seiner Frau Louise Charlotte, Tochter des Kurfürsten Georg Wilhelm von Brandenburg (1595–1640) und Schwester des Großen Kurfürsten Friedrich Wilhelm.

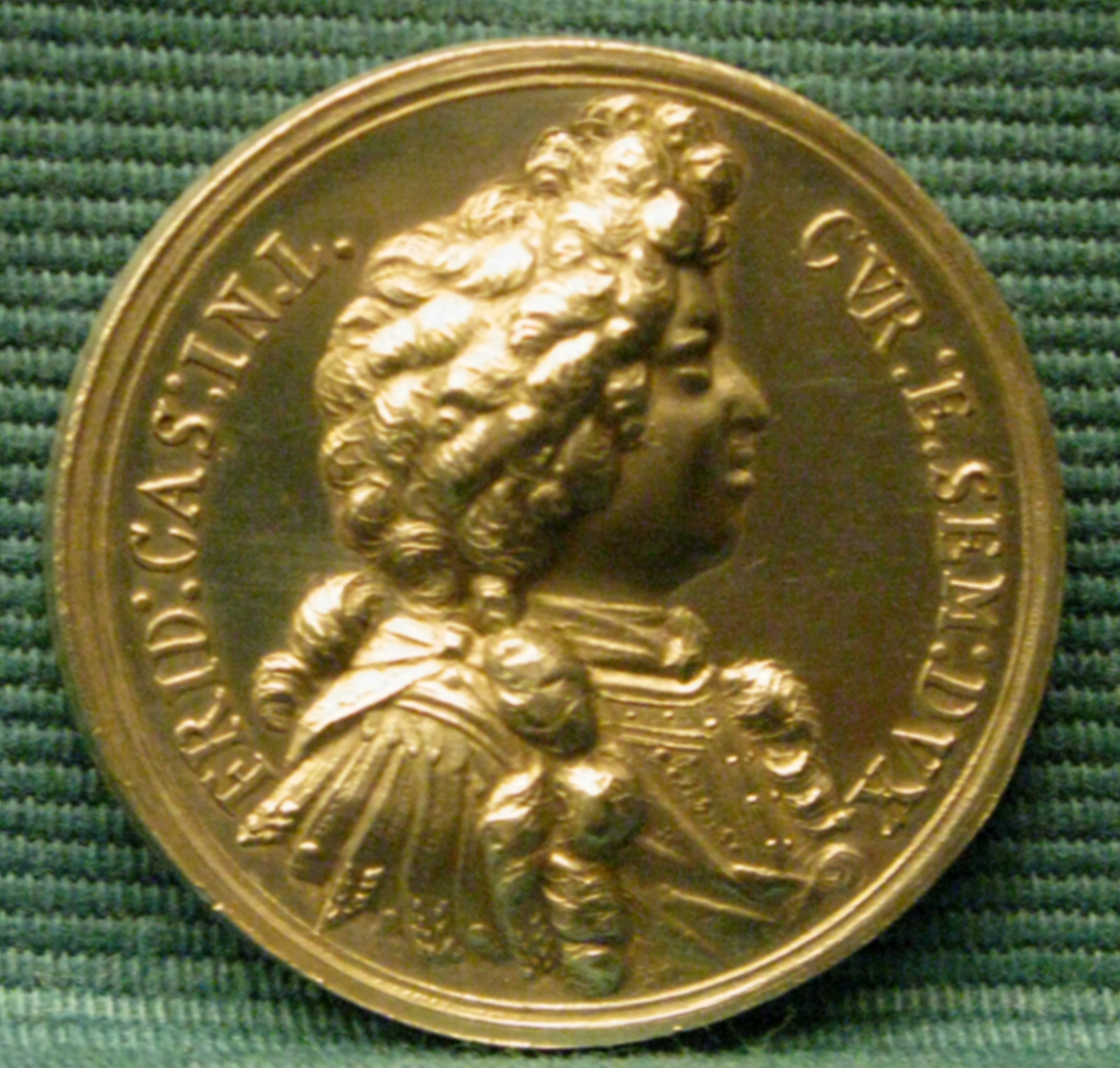
Münze mit dem Abbild Friedrich Kasimirs

Kettler stand zunächst als Oberst des Kurländischen Kavallerieregiments in niederländischen Diensten und beteiligte sich am Holländischen Krieg gegen den französischen König Ludwig XIV. Nach dem Tode seines Vaters trat er 1682 die Regierung des Herzogtums an. Während Jakob Kettler sein Land zur wirtschaftlichen und politischen Blüte gebracht hatte, neigte Friedrich Kasimir eher zu äußerem Prunk statt das Land durch den Ausbau einer starken militärischen Macht dauerhaft zu befestigen. Er betrieb eine aufwendige Hofhaltung, zu deren Finanzierung auch die Kolonie Tobago an britische Kolonisten verkauft wurde.
Friedrich Kasimir starb 1698, kurz vor Ausbruch des dritten Nordischen Krieges, unter Hinterlassung eines unmündigen Sohnes. Nach ihm wurde das Herzogtum Kurland, das den vielfältigen Anfeindungen und Eroberungsgelüsten der Nachbarstaaten in keiner Weise gewachsen war, zum Spielball der Mächte, bis es schließlich durch die Heirat des letzten Herzogs Friedrich Wilhelm mit der späteren Zarin Anna Iwanowna unter russische Hoheit kam. Zarin Anna zwang die Kurländer nach dem Tod von Friedrich Kasimirs Bruder Ferdinand Kettler 1737, ihren Günstling Ernst Johann von Biron zum Herzog zu wählen.

## Ehen und Nachkommen
Friedrich Kasimir war zweimal verheiratet. In erster Ehe mit Gräfin Sophie Amalie von Nassau-Siegen (* 10. Januar 1650, † 25. Dezember 1688), Tochter von Graf Heinrich von Nassau-Siegen.
- Friedrich (1682–1683)
- Marie Dorothea (1684–1743) – verheiratet 1703 mit Markgraf Albrecht Friedrich von Brandenburg-Schwedt
- Eleonore Charlotte (1686–1748) – verheiratet 1714 mit Herzog Ernst Ferdinand von Braunschweig-Bevern
- Amalie Luise (1687–1750) – verheiratet 1708 mit Fürst Friedrich Wilhelm Adolf von Nassau-Siegen
- Christina Sophia (1688–1694)

Friedrich Kasimir heiratete 1691 Elisabeth Sophie (1674–1748), die Tochter des Großen Kurfürsten Friedrich Wilhelm von Brandenburg.
- Friedrich Wilhelm Kettler (1692–1711), Herzog von Kurland
- Leopold Karl (1693–1697)